# Олгуйдах (село)
Олгуйдах — упразднённое село в Мирнинском улусе Якутии. Находилось в составе городского поселения посёлок Чернышевский. Упразднено в 2005 году.

## География
Посёлок располагался в 75 км (по прямой) к северу от Чернышевского. К юго-западу от поселка на расстоянии 28 км находился покинутый посёлок Аламджак. Расположен на берегу одноимённой реки в километре ниже по течению от впадения речки Куба-Тюёстях.

## История
В 1996 году в связи с возникшим в селе чрезвычайной ситуаций было принято решение о переселении его жителей и ликвидации посёлка году.

## Население
| 1989 | 2002 |
| ---- | ---- |
| 459  | ↘3   |

## Аномалия
Вблизи посёлка располагается аномальная зона.

## Галерея

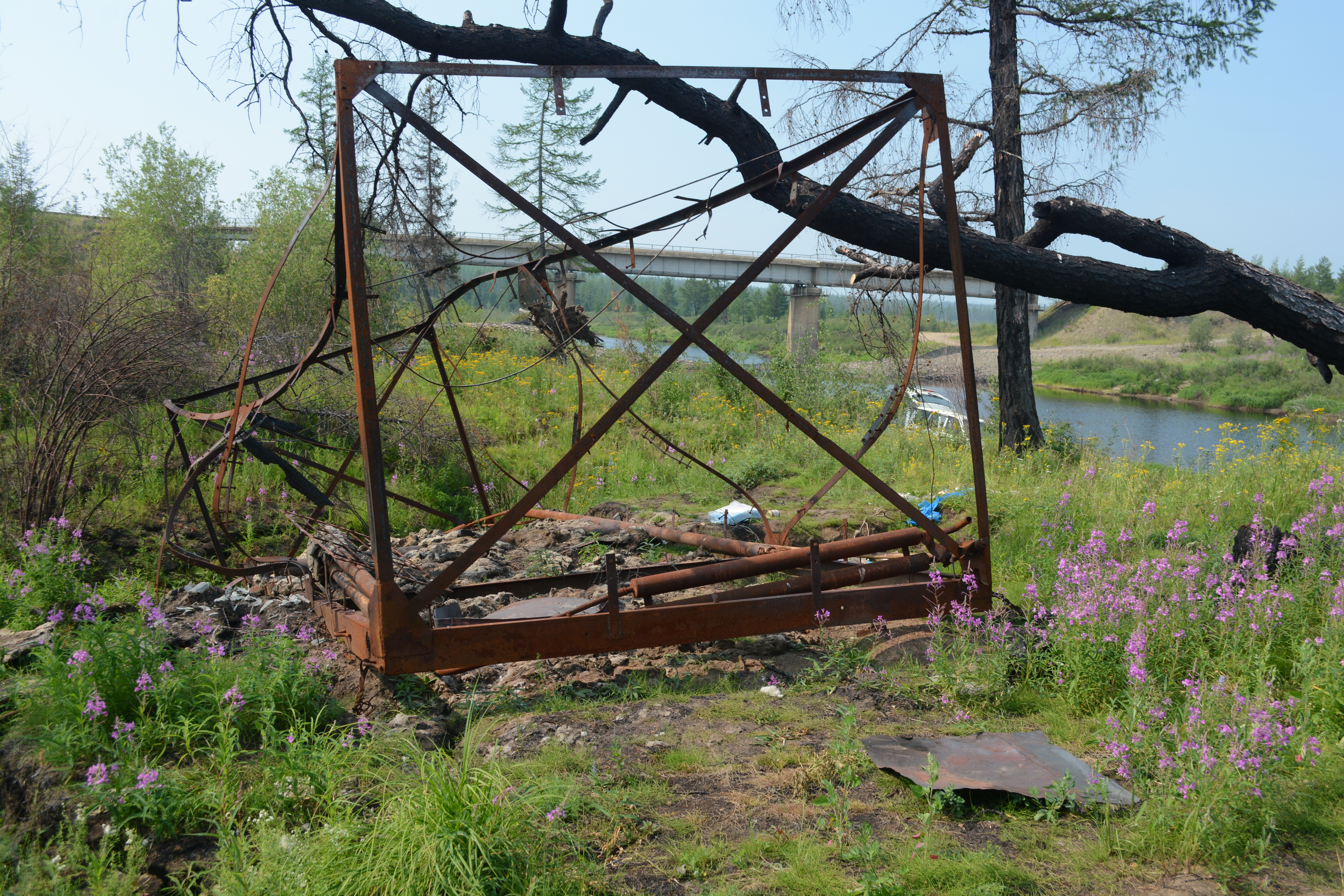
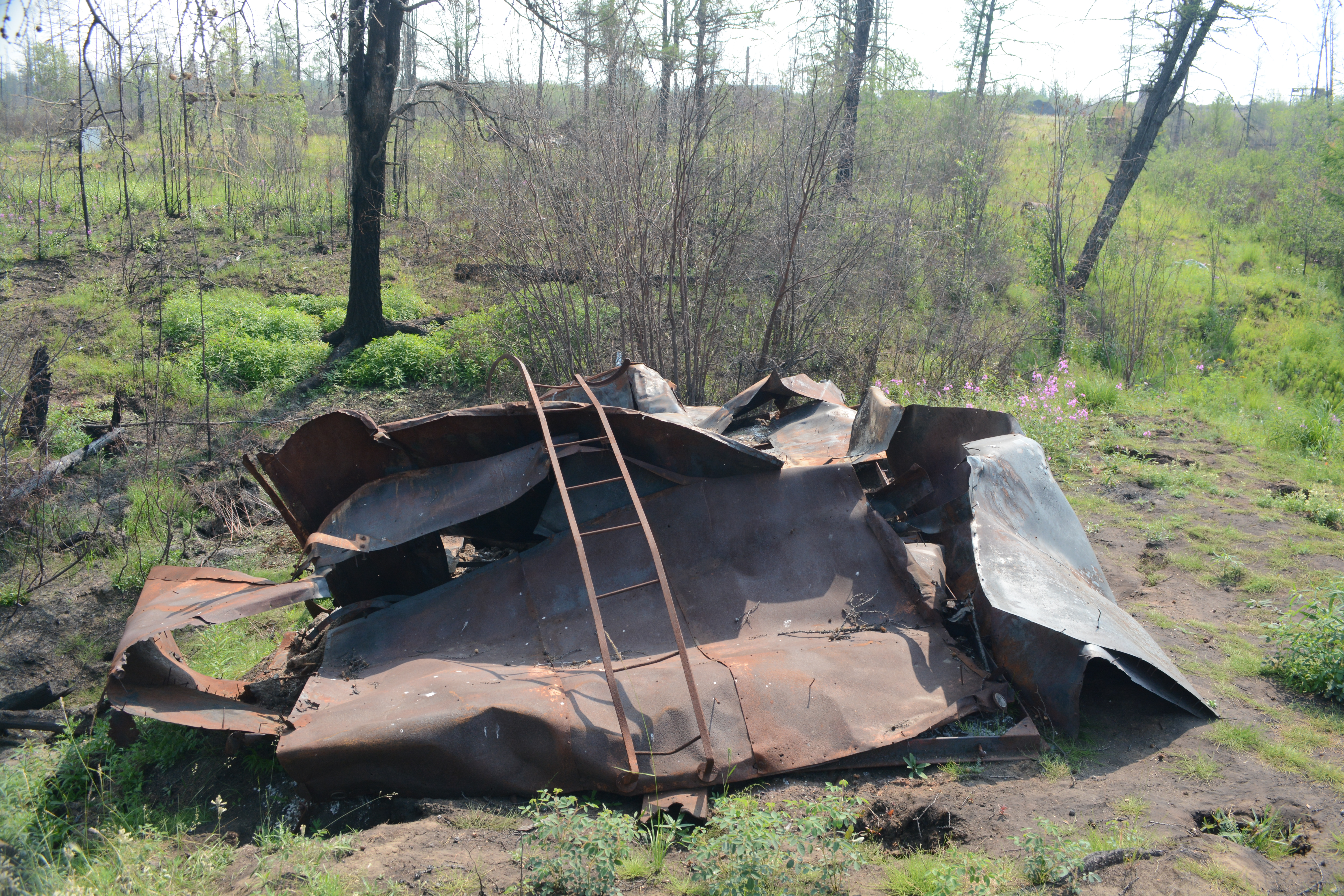
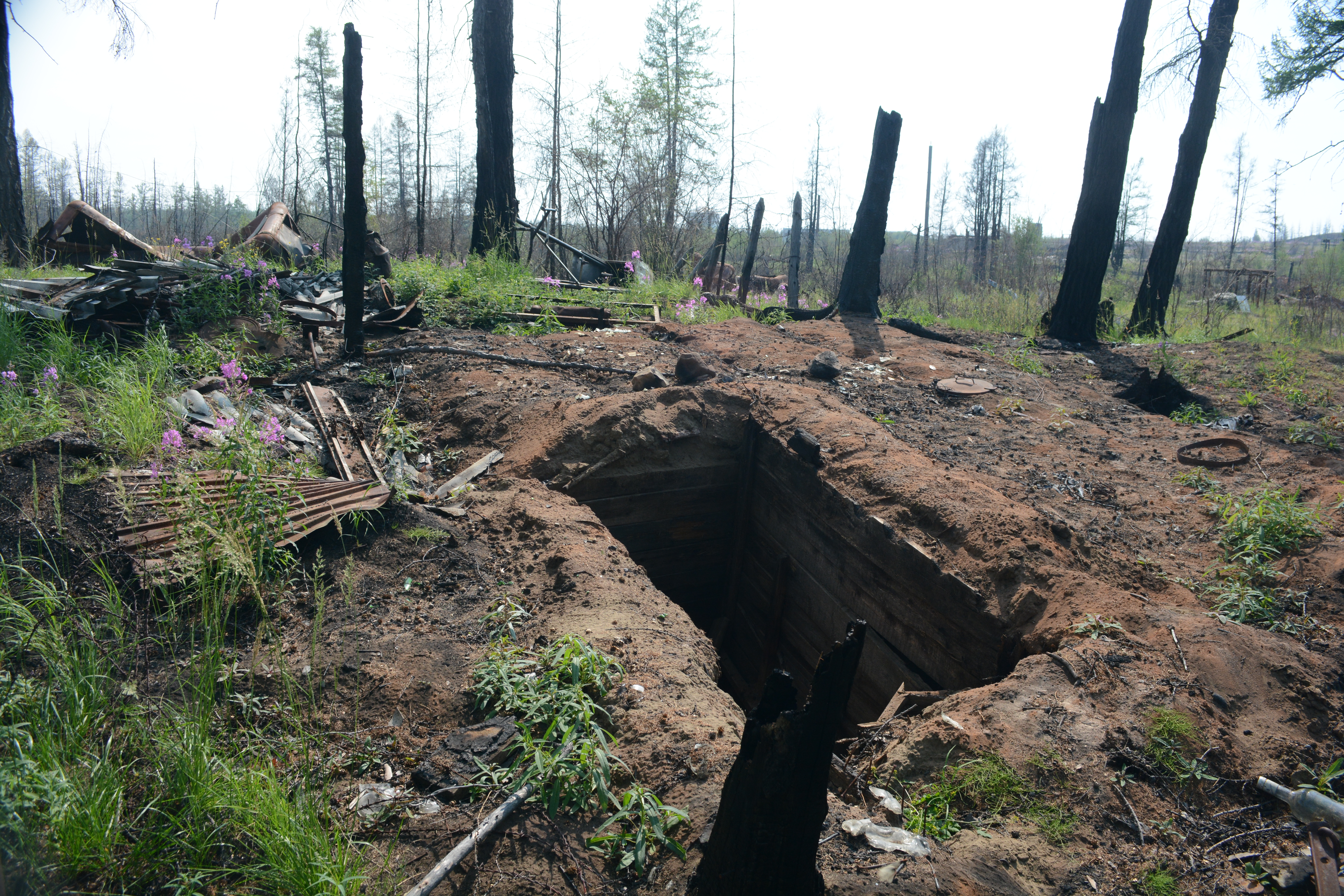
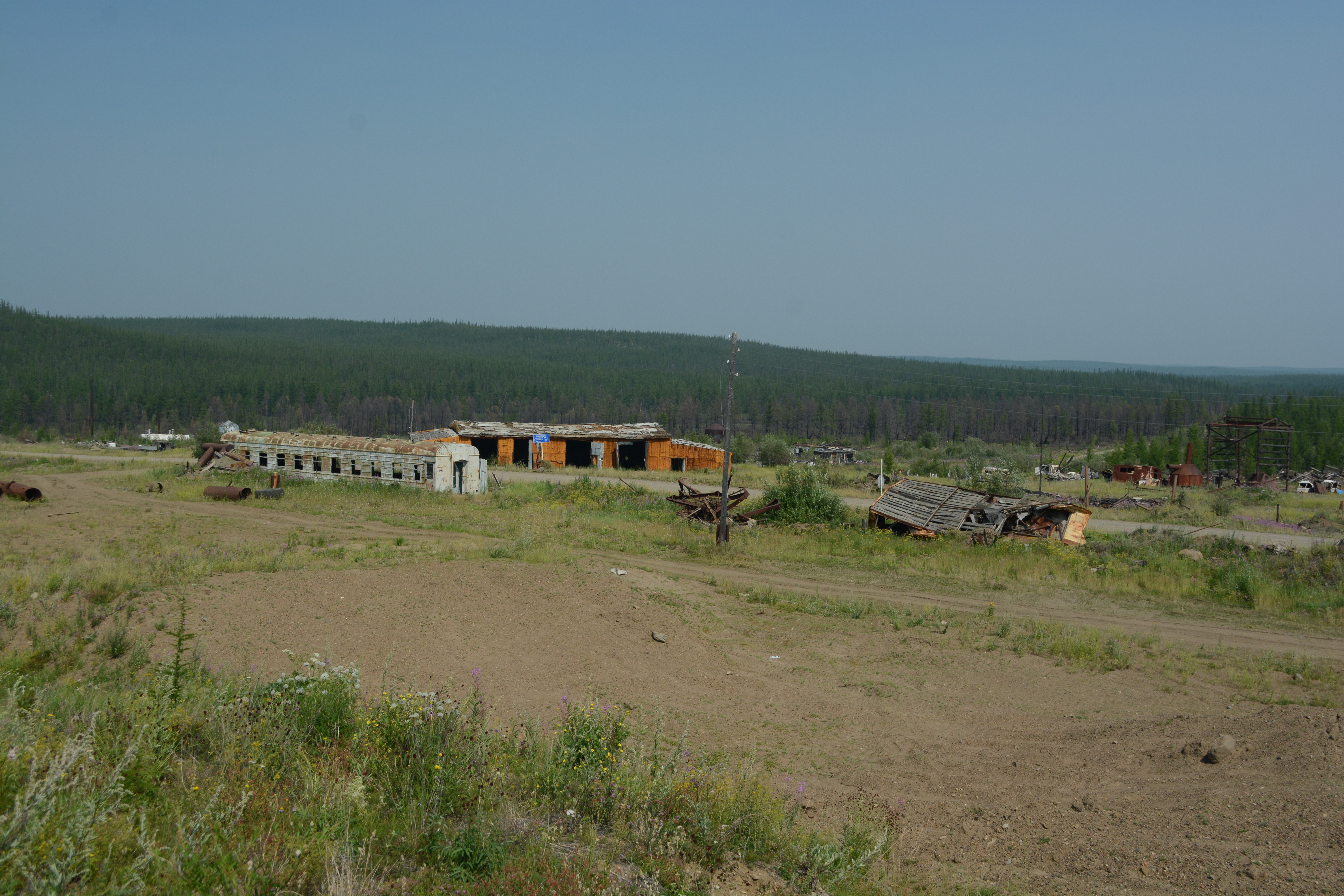
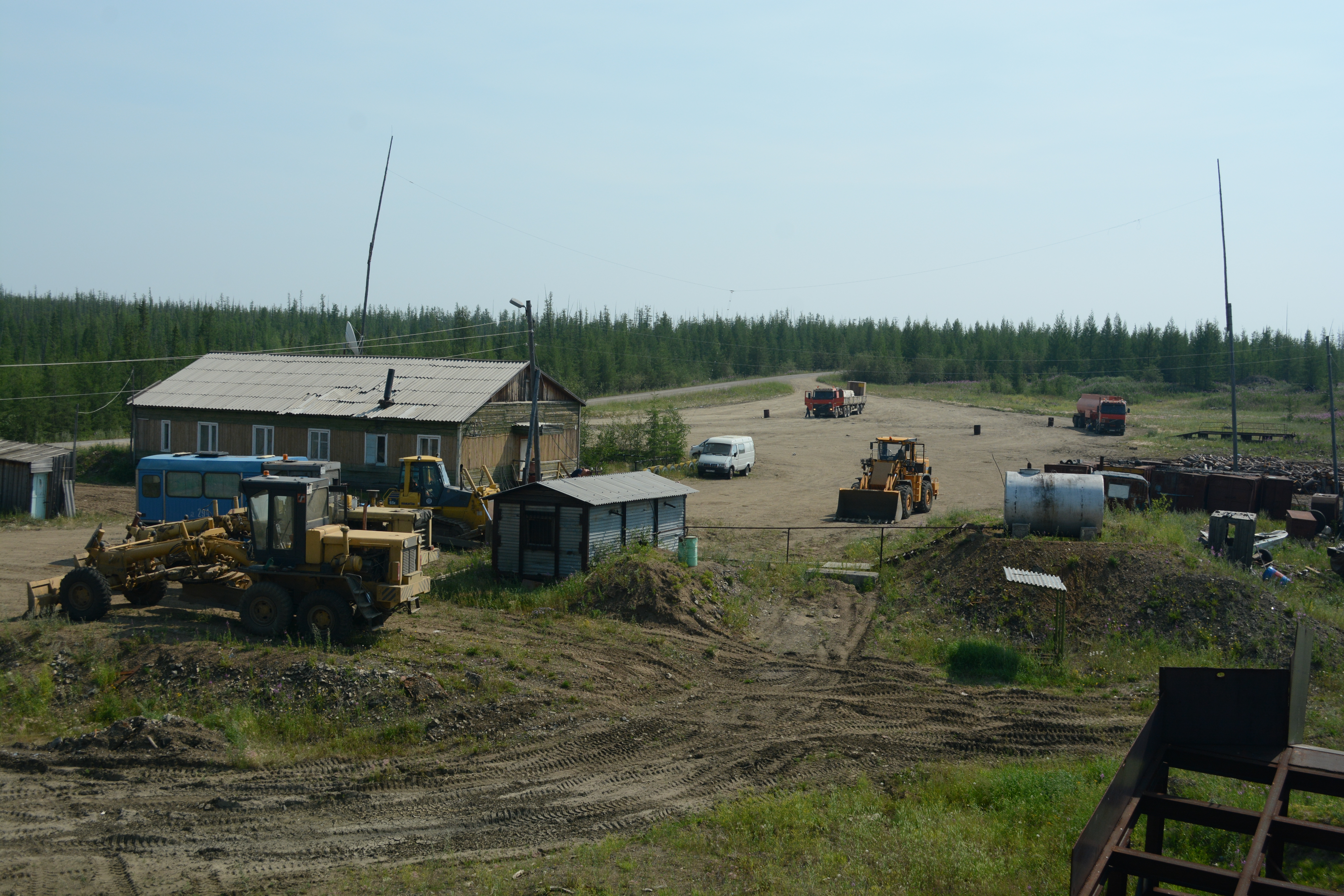
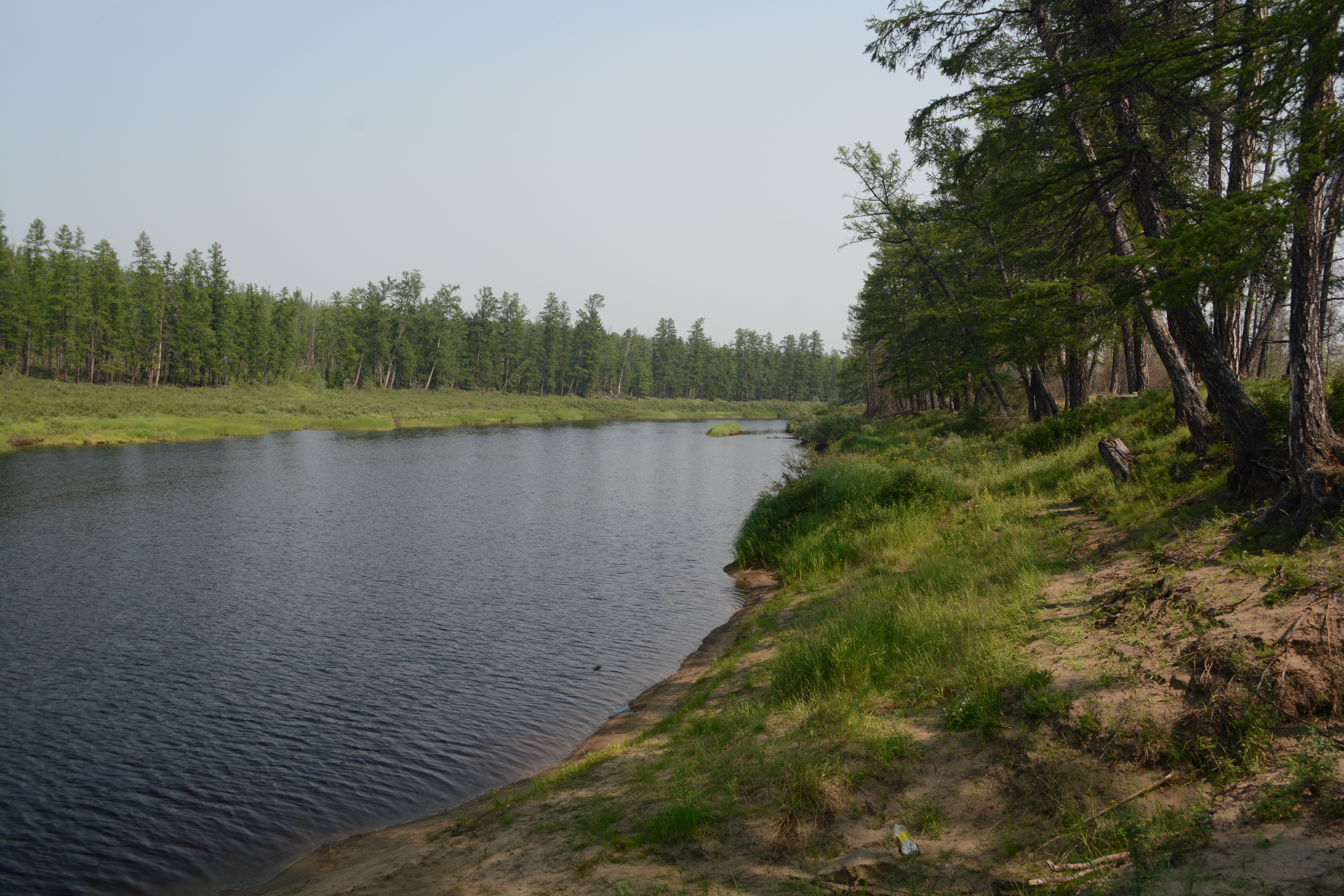
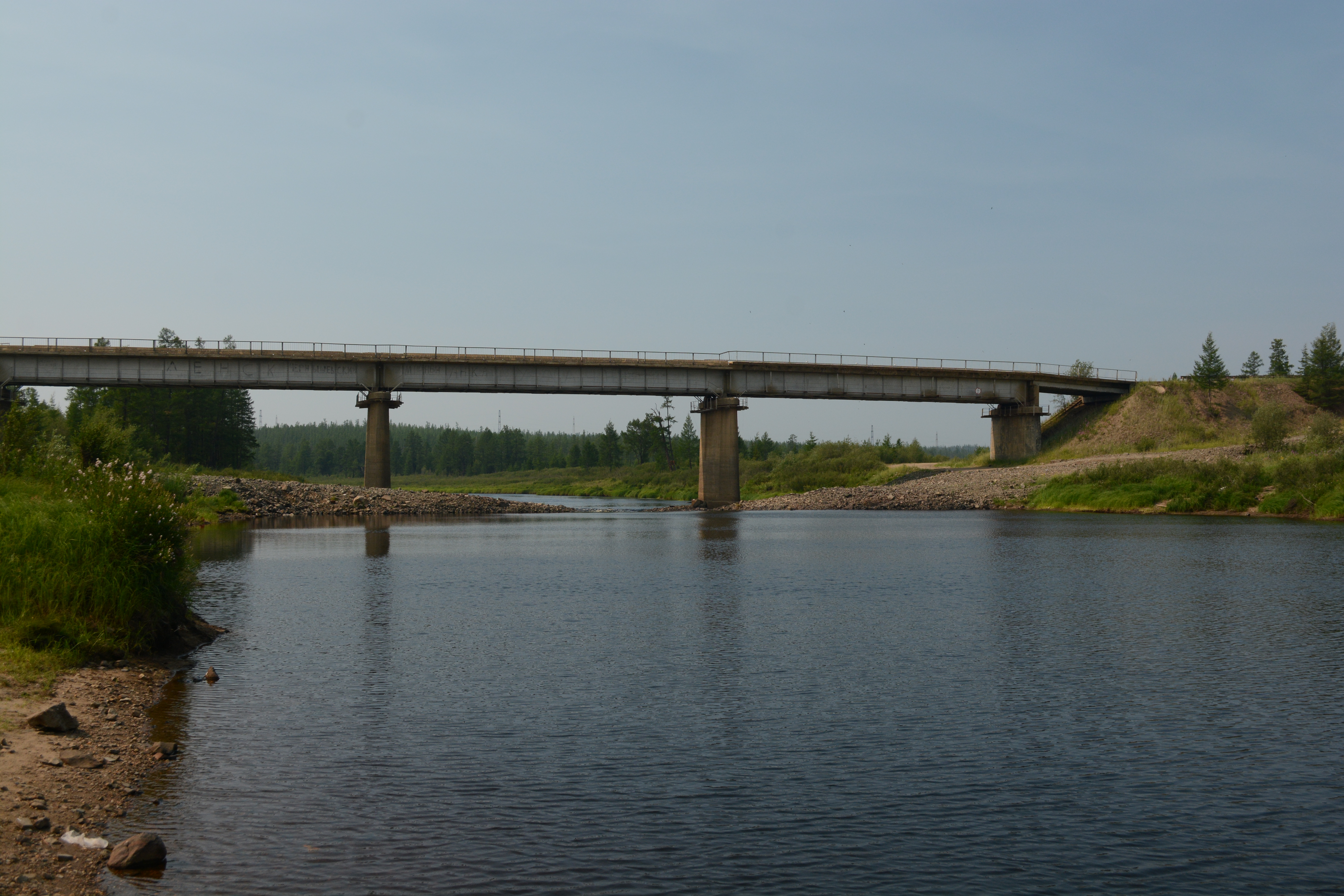